# Nicky Hayden
Pour les articles homonymes, voir Hayden.
Nicholas Patrick Hayden, dit « Nicky » Hayden, surnommé « l’enfant du Kentucky » (The Kentucky Kid en anglais), né le 30 juillet 1981 à Owensboro (États-Unis) et mort le 22 mai 2017 à Cesena (Italie), est un pilote de vitesse moto américain courant en championnat du monde FIM Superbike (SBK) et auparavant en championnat du monde FIM MotoGP dont il fut couronné champion en 2006. Durant toute sa carrière, il arbora le numéro 69.

## Biographie

### Débuts aux États-Unis
Né dans une famille passionnée de moto, Nicky Hayden a écumé les États-Unis durant toute son enfance, alternant l'école durant la semaine et les courses le week-end. Les parents Earl et Rose s'investissent pour garantir la présence des enfants sur les circuits, sillonnant le pays au volant d'un camping-car et s'installant au bord des lacs pour pêcher certains repas.
En selle dès l'âge de trois ans, la carrière de Nicky commence dès l'année suivante, en dirt-track. Ce n'est qu'à onze ans qu'il dispute sa première course sur piste, au guidon d'une mini moto. Séduit par les circuits, il délaisse les terrains de motocross deux ans plus tard. Ses deux autres frères, Tommy et Roger Lee courent en AMA Superbike comme Nicky précédemment, d'ailleurs le plus jeune des trois (Roger Lee) réalisera plusieurs wild-cards et remplacements en MotoGP.
En 1998, Nicky Hayden fait ses débuts sur circuit dans le championnat nord-américain sur Honda. Avec ce constructeur, il poursuit son apprentissage, débutant en 2000 en AMA Superbike. Il termine dès sa première saison à la deuxième place du championnat, puis l'année suivante à la troisième place. Au total, il remportera dix-sept courses AMA Superbike et le titre en 2002.

### MotoGP
En 2003, Nicky Hayden obtient son ticket pour le MotoGP où il débute en tant que coéquipier de Valentino Rossi, Honda lui offrant un guidon au sein de son équipe officielle. Pour la petite histoire, c'est le quintuple champion du monde en 500 cm3, Mick Doohan, qui a poussé Honda Racing Corporation à signer avec le jeune américain. Dès sa première saison complète, il finit cinquième du championnat, montant pour la première fois sur le podium lors du Grand Prix du Pacifique grâce à une troisième place suivie d'une nouvelle 3e place en Australie.
Malgré une relation en dents de scie, Nicky Hayden est longtemps resté fidèle à Honda, avec qui il remporte sa première victoire MotoGP en 2005, lors du retour au calendrier du circuit américain de Laguna Seca. Huitième en 2004, il termine la saison 2005 à la troisième place et se positionne idéalement pour pouvoir prétendre au titre l'année suivante.
En effet, Nicky Hayden commence parfaitement la saison 2006 : trois podiums lors des trois premières courses et deux victoires (Laguna Seca et Assen) lui offrent la place de leader du championnat, qu'il maintient très longuement malgré des problèmes d'embrayage qui le brident durant toute la saison. Lors de l'avant dernier Grand Prix de la saison, à Estoril, il est fauché par son coéquipier Dani Pedrosa, ce qui le prive pratiquement de ses chances d'être sacré champion du monde. Pourtant, Hayden fait parler son moral d'acier et finit troisième à Valence alors que son adversaire Valentino Rossi chute en début de course : l'Américain met ainsi fin au règne de Rossi, battu pour la première fois en MotoGP.

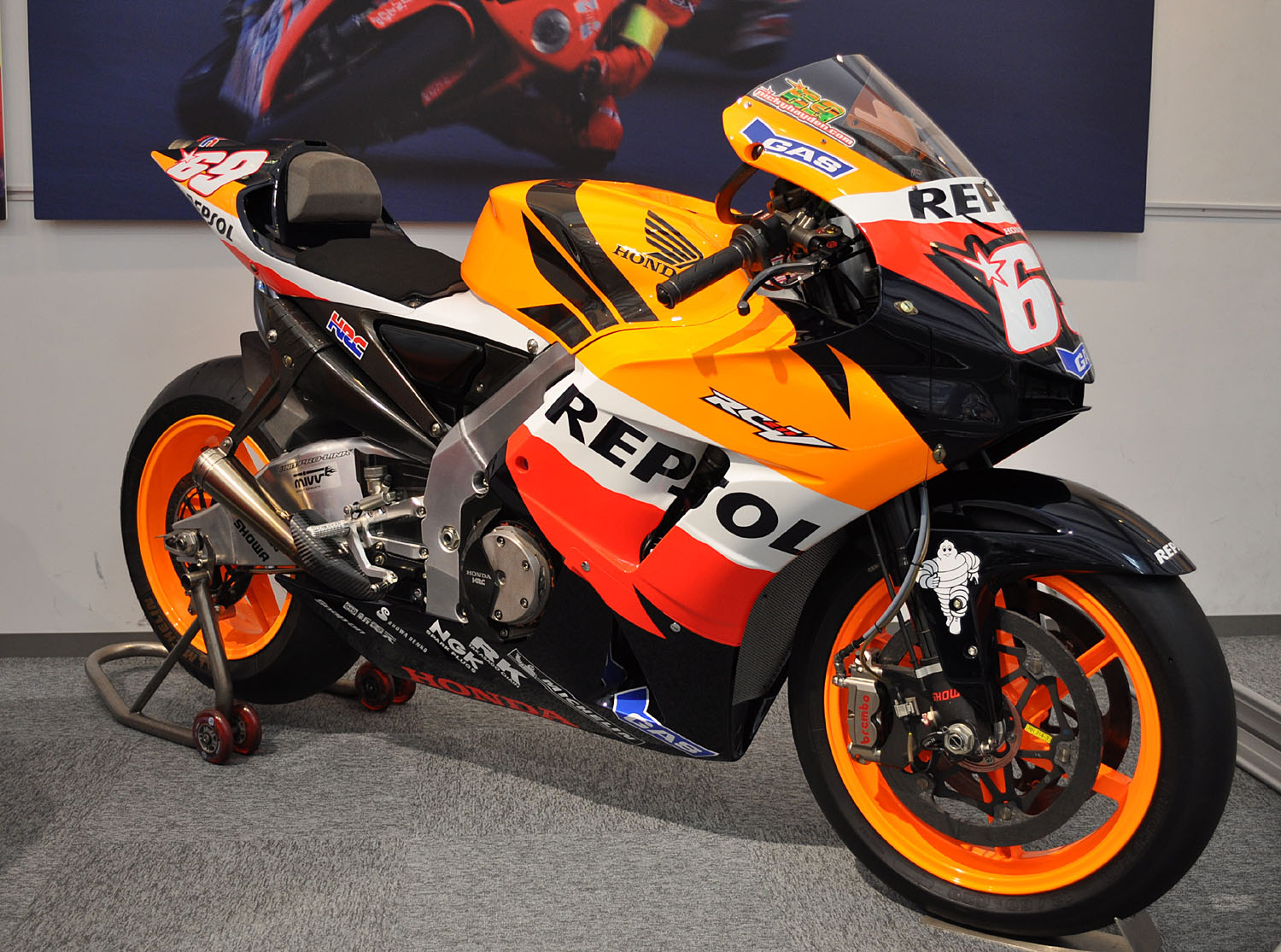
La Honda RC211V avec laquelle Nicky Hayden est devenu champion du monde MotoGP

La donne change en 2007 lorsque la cylindrée des MotoGP est modifiée. Nicky Hayden rejoue son titre à bord de la nouvelle Honda RC212V 800 cm3, toujours en tant que pilote officiel de la marque aux côtés de Pedrosa. Cette nouvelle machine pose de nombreux problèmes (un cadre trop souple, une vitesse de pointe en dessous de la concurrence) et ce manque de performance s'allie à des soucis avec les pneus Michelin moins performants que les Bridgestone de l'année précédente, ce qui entraîne une certaine confusion chez le premier constructeur mondial et l'agacement des pilotes officiels. Nicky Hayden est huitième en 2007, sixième en 2008.
Le 15 septembre 2008, Honda et Ducati annoncent que le pilote américain quittera Honda pour la firme italienne dès 2009. Il fait équipe avec le champion du monde MotoGP 2007 Casey Stoner pendant deux ans. Les débuts sont difficiles pour Hayden qui doit s'adapter à une moto très différente de la Honda et n'obtient que la treizième place au classement général. La deuxième saison est plus encourageante et l'Américain se classe septième, en montant une fois sur le podium comme il l'avait fait en 2009.
Ses difficultés ne lui coûtent pas son guidon et un nouveau contrat est signé, liant Nicky Hayden à Ducati pour les saisons 2011 et 2012, ce qui assure à l'Américain d'être toujours à son poste lorsque le MotoGP retrouvera une plus grosse cylindrée. Il retrouve Valentino Rossi, son coéquipier en 2003 chez Repsol Honda et nouvelle source de motivation de Ducati. Mais ces deux saisons seront difficiles pour les deux pilotes officiels, Ducati ne cessant de chercher la bonne direction à suivre pour mettre au point sa moto et rattraper son retard face à la concurrence.
Le pilote américain terminera au huitième rang du championnat en 2011 puis au neuvième rang en 2012 et 2013.
Pour 2014 et 2015, Nicky signa avec le Team Aspar au guidon d'une Honda mais ne fit pas de grand exploit et finit respectivement 16 et 20e au classement général.
Lors de la finale du championnat 2015, Nicky Hayden est élevé au rang de Légende du motoGP.
En 2016, il intègre le championnat du monde de Superbike au sein du Team Ten Kate. Il terminera sixième au classement général avec une victoire à la clé à Sepang lors d'une course sur piste mouillée. Ce jour, Nicky entra dans le cercle très fermé des pilotes ayant gagné des courses à la fois en MotoGP et en SBK. À la suite de la blessure de Jack Miller, il fait son retour en MotoGP, le temps d'une course, en Aragon, le 25 septembre 2016 puis au guidon de la Honda officielle pour une course à Phillip Island pour remplacer Dani Pedrosa. Il ne le remplacera que lors d'une seule course car le calendrier des deux championnats se croisa.
En 2017, il continue avec la structure hollandaise. Malgré les efforts de l'écurie afin d'avoir la meilleure machine que possible, Ten Kate Honda a du mal avec la nouvelle CBR 1000 RR SP2 arrivée du Japon beaucoup trop tard et pas assez de développement effectué. En dix courses, il ne marquera que 40 points.

### Accident et décès
Le 17 mai 2017, Nicky Hayden est victime d'un accident de la circulation dans le nord-est de l'Italie. D'après les images de vidéosurveillance d'une propriété privée située près du lieu de l'accident, Nicky Hayden n'aurait pas respecté un stop, avant d'être percuté par une voiture, alors qu'il circulait à vélo sur la route de Tavoleto vers Riccione, au sud de Rimini. Grièvement blessé, l'hôpital dans lequel il est admis aux soins intensifs évoque « un polytraumatisme grave ayant provoqué de graves dégâts cérébraux ». Il meurt le 22 mai 2017 des suites de ses blessures.
Les suites de l'enquête établissent que lors du choc avec le pilote américain, le conducteur italien roulait à une vitesse de 70 km/h, au lieu des 50 km/h obligatoire sur ce tronçon. « Si la voiture avait respecté la limitation de vitesse, l'accident aurait pu être évité » et Nicky Hayden n'aurait pas perdu la vie, conclut l'expert.

## Records et anecdotes

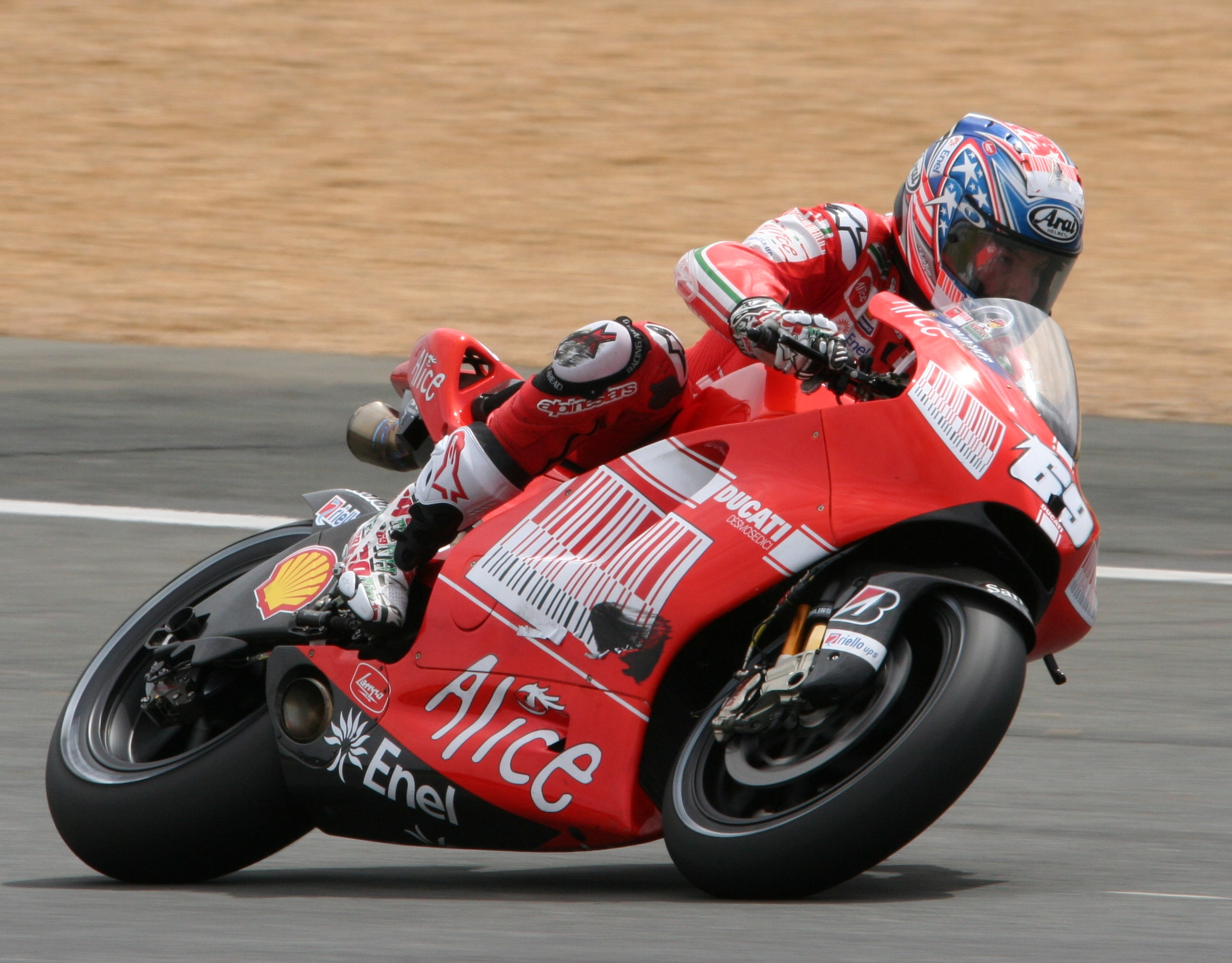
Nicky Hayden lors du GP de France 2009 au Mans.

- C'est son père qui avait choisi le numéro 69, quand lui-même faisait de la compétition moto. Ce nombre servait à le reconnaître même quand il était dans le bac à gravier : « ça se lit pareil dans les deux sens… ».
- Avant le changement de réglementation et le passage de 990 cm3 à 800 cm3, Nicky Hayden fut le seul pilote à battre Valentino Rossi pour la course au titre au guidon d'une 990 cm3.
- Nicky Hayden est le second pilote à gagner la couronne mondiale en arrivant à la dernière course sans être le leader du championnat. Le premier fut Wayne Rainey face à Mick Doohan en 1992.
- Il est le septième pilote américain à être sacré champion du monde, il rejoint ainsi Kenny Roberts, Freddie Spencer, Eddie Lawson, Wayne Rainey, Kevin Schwantz et Kenny Roberts Jr.
- Il fait partie de la liste de personnalités publiques décédées concernées par la malédiction Ramsey, phénomène fictif qui affecterait les personnes célèbres dans les heures et jours qui suivent les buts de l'international de football gallois Aaron Ramsey[9].

## Palmarès
- 17 victoires en Superbike US (et treize autres podiums)
- Champion AMA de Superbike 2002
- 13 saisons en MotoGP
- 218 Grands Prix en MotoGP
- 3 victoires en MotoGP
- 28 podiums
- 5 pole positions
- 7 meilleurs temps en course
- 1 681 points inscrits
- Champion du monde MotoGP 2006
- MotoGP Legend 2015

## Statistiques de sa carrière

### Par saisons
(Mise à jour après le  Grand Prix moto de Valence 2015)
| Saison | Catégorie | Moto            | Courses | Victoires | Podiums | Pole | Meilleurs tours | Points | Position | Ch. monde |
| ------ | --------- | --------------- | ------- | --------- | ------- | ---- | --------------- | ------ | -------- | --------- |
| 2003   | MotoGP    | Honda RC211V    | 16      | 0         | 2       | 0    | 0               | 130    | 5e       | -         |
| 2004   | MotoGP    | Honda RC211V    | 15      | 0         | 2       | 0    | 0               | 117    | 8e       | -         |
| 2005   | MotoGP    | Honda RC211V    | 17      | 1         | 6       | 3    | 2               | 206    | 3e       | -         |
| 2006   | MotoGP    | Honda RC211V    | 17      | 2         | 10      | 1    | 2               | 252    | 1er      | 1         |
| 2007   | MotoGP    | Honda RC212V    | 18      | 0         | 3       | 1    | 1               | 127    | 8e       | -         |
| 2008   | MotoGP    | Honda RC212V    | 17      | 0         | 2       | 0    | 1               | 155    | 6e       | -         |
| 2009   | MotoGP    | Ducati GP9      | 17      | 0         | 1       | 0    | 0               | 104    | 13e      | -         |
| 2010   | MotoGP    | Ducati GP10     | 18      | 0         | 1       | 0    | 0               | 163    | 7e       | -         |
| 2011   | MotoGP    | Ducati GP11     | 17      | 0         | 1       | 0    | 1               | 132    | 8e       | -         |
| 2012   | MotoGP    | Ducati GP12     | 16      | 0         | 0       | 0    | 0               | 122    | 9e       | -         |
| 2013   | MotoGP    | Ducati GP13     | 18      | 0         | 0       | 0    | 0               | 126    | 9e       | -         |
| 2014   | MotoGP    | Honda RCV1000R  | 13      | 0         | 0       | 0    | 0               | 47     | 16e      | -         |
| 2015   | MotoGP    | Honda RC213V-RS | 18      | 0         | 0       | 0    | 0               | 16     | 20e      | -         |
| Total  |           |                 | 216     | 3         | 28      | 5    | 7               | 1 697  |          | 1         |

### Statistiques par catégorie
(Mise à jour après le  Grand Prix moto de Valence 2015)
| Catégorie | Année | 1er GP   | 1er Podium | 1re Victoire | Courses | Victoires | Podiums | Pole | M.tours¹ | Points | Titres |
| --------- | ----- | -------- | ---------- | ------------ | ------- | --------- | ------- | ---- | -------- | ------ | ------ |
| MotoGP    | 2003- | JAP 2003 | PAC 2003   | USA 2005     | 216     | 3         | 28      | 5    | 7        | 1 697  | 1      |
| Total     | 2003- |          |            |              | 216     | 3         | 28      | 5    | 7        | 1 697  | 1      |

### Courses par année
| Année | Catégorie | Moto   | 1       | 2       | 3       | 4       | 5       | 6       | 7       | 8      | 9       | 10      | 11      | 12      | 13      | 14     | 15      | 16      | 17      | 18      | Pos | Pts |
| ----- | --------- | ------ | ------- | ------- | ------- | ------- | ------- | ------- | ------- | ------ | ------- | ------- | ------- | ------- | ------- | ------ | ------- | ------- | ------- | ------- | --- | --- |
| 2003  | MotoGP    | Honda  | JPN 7   | RSA 7   | SPA Ab. | FRA 12  | ITA 12  | CAT 9   | NED 11  | GBR 8  | GER 5   | CZE 6   | POR 9   | RIO 5   | PAC 3   | MAL 4  | AUS 3   | VAL Ab. |         |         | 5e  | 130 |
| 2004  | MotoGP    | Honda  | RSA 5   | SPA 5   | FRA 11  | ITA Ab. | CAT Ab. | NED 5   | RIO 3   | GER 3  | GBR 4   | CZE Ab. | POR INJ | JPN Ab. | QAT 5   | MAL 4  | AUS 6   | VAL Ab. |         |         | 8e  | 117 |
| 2005  | MotoGP    | Honda  | SPA Ab. | POR 7   | CHN 9   | FRA 6   | ITA 6   | CAT 5   | NED 4   | USA 1  | GBR Ab. | GER 3   | CZE 5   | JPN 7   | MAL 4   | QAT 3  | AUS 2   | TUR 3   | VAL 2   |         | 3e  | 206 |
| 2006  | MotoGP    | Honda  | SPA 3   | QAT 2   | TUR 3   | CHN 2   | FRA 5   | ITA 3   | CAT 2   | NED 1  | GBR 7   | GER 3   | USA 1   | CZE 9   | MAL 4   | AUS 5  | JPN 5   | POR Ab. | VAL 3   |         | 1er | 252 |
| 2007  | MotoGP    | Honda  | QAT 8   | SPA 7   | TUR 7   | CHN 12  | FRA Ab. | ITA 10  | CAT 11  | GBR 17 | NED 3   | GER 3   | USA Ab. | CZE 3   | RSM 13  | POR 4  | JPN 9   | AUS Ab. | MAL 9   | VAL 8   | 8e  | 127 |
| 2008  | MotoGP    | Honda  | QAT 10  | SPA 4   | POR Ab. | CHN 6   | FRA 8   | ITA 13  | CAT 8   | GBR 7  | NED 4   | GER 13  | USA 5   | CZE INJ | RSM DNS | IND 2  | JPN 5   | AUS 3   | MAL 4   | VAL 5   | 6e  | 155 |
| 2009  | MotoGP    | Ducati | QAT 12  | JPN Ab. | SPA 15  | FRA 12  | ITA 12  | CAT 10  | NED 8   | USA 5  | GER 8   | GBR 15  | CZE 6   | IND 3   | SMR Ab. | POR 8  | AUS 15  | MAL 5   | VAL 5   |         | 13e | 104 |
| 2010  | MotoGP    | Ducati | QAT 4   | SPA 4   | FRA 4   | ITA Ab. | GBR 4   | NED 7   | CAT 8   | GER 7  | USA 5   | CZE 6   | IND 6   | SMR Ab. | ARA 3   | JPN 12 | MAL 6   | AUS 4   | POR 5   | VAL Ab. | 7e  | 163 |
| 2011  | MotoGP    | Ducati | QAT 9   | SPA 3   | POR 9   | FRA 7   | CAT 8   | GBR 4   | NED 5   | ITA 10 | GER 8   | USA 7   | CZE 7   | IND 14  | SMR Ab. | ARA 7  | JPN 7   | AUS 7   | MAL C   | VAL Ab. | 8e  | 132 |
| 2012  | MotoGP    | Ducati | QAT 6   | SPA 8   | POR 11  | FRA 6   | CAT 9   | GBR 7   | NED 6   | GER 10 | ITA 7   | USA 6   | SMR 7   | ARA Ab. | JPN 8   | MAL 4  | AUS 8   | VAL Ab. |         |         | 9e  | 122 |
| 2013  | MotoGP    | Ducati | QAT 8   | AME 9   | ESP 7   | FRA 5   | ITA 6   | CAT Ab. | P-B 11  | ALL 9  | USA 8   | IND 9   | RTC 8   | GBR 8   | RSM 9   | ARA 9  | MAL Ab. | AUS 7   | JPN 9   | VAL 8   | 9e  | 126 |
| 2014  | MotoGP    | Honda  | QAT 8   | AME 11  | ARG 11  | SPA 11  | FRA Ab. | ITA DNS | CAT 12  | NED 17 | GER 14  | IND -   | CZE -   | GBR -   | RSM -   | ARA 9  | JAP 14  | AUS 10  | MAL Ab. | VAL 13  | 16e | 47  |
| 2015  | MotoGP    | Honda  | QAT 17  | AME 13  | ARG 16  | SPA 17  | FRA 11  | ITA Ab. | CAT Ab. | NED 16 | GER 16  | IND 16  | CZE 17  | GBR 12  | RSM 17  | ARA 15 | JAP 13  | AUS Ab. | MAL 16  | VAL 17  | 20e | 16  |

## Palmarès
(Mise à jour après le  Grand Prix moto de Valence 2015)
- 1 titre de champion américain (1 en AMA Superbike en 2002)
- 1 titre de champion du monde (1 en MotoGP en 2006).
- 1 place de 3e en championnat du monde en 2005 (MotoGP).
- 216 départs.
- 3 victoires (3 en MotoGP).
- 6 deuxièmes place.
- 19 troisièmes place.
- 5 poles (5 en MotoGP).
- 28 podiums (28 en MotoGP).
- 7 meilleurs tours en course.

### Victoire en MotoGP: 3
| Année | Lieu du Grand Prix             | Circuit          | Ville    |
| ----- | ------------------------------ | ---------------- | -------- |
| 2005  | Grand Prix moto des États-Unis | Laguna Seca      | Monterey |
| 2006  | Grand Prix moto des Pays-Bas   | TT Circuit Assen | Assen    |
| 2006  | Grand Prix moto des États-Unis | Laguna Seca      | Monterey |